# シンガポール・セレクションXI
シンガポール・セレクションXI（英語: Singapore Selection XI）とは、シンガポール代表とSリーグからの選抜メンバーによる代表チームである。国際サッカー連盟の試合でない親善試合の際に組まれるチームである。

## 概要
2013年にヴァラダラジュ・スンドラムールシーによってアトレティコ・マドリードとのピーター・リム・チャリティーカップの際に組まれたが、この試合は0-2で敗れた。2014年にはユヴェントスFCとシンガポール・ナショナルスタジアムで対戦するも、これも0-5と完敗を喫した。2015年7月にはプレミアリーグ・アジアトロフィーに参戦するも二戦とも完封負けを喫した。

## 結果
| 日附          | 場所                               | 監督                               | 対戦相手                 | 結果 | 得点者 | 大会                               |
| ------------- | ---------------------------------- | ---------------------------------- | ------------------------ | ---- | ------ | ---------------------------------- |
| 2013年5月22日 | ジャラン・ベサール・スタジアム     | ヴァラダラジュ・スンドラムールシー | アトレティコ・マドリード | 0–2  |        | ピーター・リム・チャリティーカップ |
| 2014年8月1日  | シンガポール・ナショナルスタジアム | ベルント・シュタンゲ               | ユヴェントスFC           | 0–5  |        | 親善試合                           |
| 2015年7月15日 | シンガポール・ナショナルスタジアム | ヴァラダラジュ・スンドラムールシー | アーセナルFC             | 0–4  |        | プレミアリーグ・アジアトロフィー   |
| 2015年7月18日 | シンガポール・ナショナルスタジアム | ヴァラダラジュ・スンドラムールシー | ストーク・シティFC       | 0–2  |        | プレミアリーグ・アジアトロフィー   |

## メンバー
プレミアリーグ・アジアトロフィー 2015の際のメンバー
| 名前                       | 国籍             | ポジション | 生年月日               | 所属クラブ                        |    |
| GK                         | GK               | GK         | GK                     | GK                                | GK |
| -------------------------- | ---------------- | ---------- | ---------------------- | --------------------------------- | -- |
| イズワン・マハブド         | シンガポールの旗 | GK         | 1990年7月14日（34歳）  | シンガポール・ライオンズXII       |    |
| ザイフル・ニザム           | シンガポールの旗 | GK         | 1987年7月24日（37歳）  | バレスティア・カルサFC            |    |
| DF                         |                  |            |                        |                                   |    |
| イスマディ・ムクタル       | シンガポールの旗 | DF         | 1983年12月16日（41歳） | タンピネス・ローバースFC          |    |
| ナズルル・ナザリ           | シンガポールの旗 | DF         | 1991年2月11日（34歳）  | シンガポール・ライオンズXII       |    |
| バイハッキ・カイザン       | シンガポールの旗 | DF         | 1984年1月31日（41歳）  | ジョホール・ダルル・タクジムII FC |    |
| マドゥ・モハナ             | シンガポールの旗 | DF         | 1991年3月6日（34歳）   | シンガポール・ライオンズXII       |    |
| サフワン・バハルディン     | シンガポールの旗 | DF         | 1991年9月22日（33歳）  | シンガポール・ライオンズXII       |    |
| 福田健人                   | 日本の旗         | DF         | 1990年5月15日（34歳）  | ゲイラン・インターナショナルFC    |    |
| シャイフル・エサー         | シンガポールの旗 | DF         | 1986年5月12日（38歳）  | タンピネス・ローバースFC          |    |
| ハーフィズ・アブー・スヤド | シンガポールの旗 | DF         | 1990年11月1日（34歳）  | シンガポール・ライオンズXII       |    |
| シャーキル・ハムザ         | シンガポールの旗 | DF         | 1992年10月20日（32歳） | シンガポール・ライオンズXII       |    |
| イズディン・シャーフィク   | シンガポールの旗 | DF         | 1990年12月14日（34歳） | シンガポール・ライオンズXII       |    |
| シリナ・カマラ             | フランスの旗     | DF         | 1991年4月12日（33歳）  | ホーム・ユナイテッド              |    |
| MF                         |                  |            |                        |                                   |    |
| ニコラス・ヴェレズ         | アルゼンチンの旗 | MF         | 1990年7月4日（34歳）   | ウォリアーズFC                    |    |
| ヤシル・ハナピ             | シンガポールの旗 | MF         | 1989年6月21日（35歳）  | ウォリアーズFC                    |    |
| ズルファミ・アリフィン     | シンガポールの旗 | MF         | 1991年10月5日（33歳）  | シンガポール・ライオンズXII       |    |
| ガブリエル・クァック       | シンガポールの旗 | MF         | 1990年12月22日（34歳） | シンガポール・ライオンズXII       |    |
| ファリス・ラムリ           | シンガポールの旗 | MF         | 1992年8月24日（32歳）  | シンガポール・ライオンズXII       |    |
| シャーダン・スレイマン     | シンガポールの旗 | MF         | 1988年5月9日（36歳）   | シンガポール・ライオンズXII       |    |
| FW                         |                  |            |                        |                                   |    |
| Amirul Naim Shahruddin     | マレーシアの旗   | FW         | 2002年4月30日（22歳）  | シンガポール・ライオンズXII       |    |
| ファズルル・ナワズ         | シンガポールの旗 | FW         | 1985年4月17日（39歳）  | ウォリアーズFC                    |    |
| シャーリル・イシャク()     | シンガポールの旗 | FW         | 1984年1月23日（41歳）  | ジョホール・ダルル・タクジムII FC |    |
| ロドリゴ・トシ             | ブラジルの旗     | FW         | 1983年1月6日（42歳）   | タンピネス・ローバースFC          |    |